# NGC 7490
NGC 7490 је спирална галаксија у сазвежђу Пегаз која се налази на NGC листи објеката дубоког неба.
Деклинација објекта је + 32° 22' 32" а ректасцензија 23h 7m 25,1s. Привидна величина (магнитуда) објекта NGC 7490 износи 12,5 а фотографска магнитуда 13,3. NGC 7490 је још познат и под ознакама UGC 12379, MCG 5-54-36, CGCG 496-44, NPM1G +32.0586, IRAS 23050+3206, PGC 70526.